# Jerzy Thopia
Jerzy Thopia (zm. 1392) – książę Albanii w latach 1388–1392. 

## Życiorys
Był synem Karlo Thopia i Wojsławy Balšić.  W 1392 roku został on zmuszony do zrzeczenia się władzy i oddania Durrazzo Wenecjanom (stało się one częścią Republiki Weneckiej). Ród Thopia zachował jednak ziemie położone na południe od Durrazzo, gdzie rządzili nadal tytułując się książętami Albanii. Następczynią Jerzego była jego siostra Helena Thopia. 